# Cryptopalpus aequabilis
Cryptopalpus aequabilis är en tvåvingeart som först beskrevs av Walker 1849.  Cryptopalpus aequabilis ingår i släktet Cryptopalpus och familjen parasitflugor.
Artens utbredningsområde är Venezuela. Inga underarter finns listade i Catalogue of Life.